# Председатель Центрального военного совета КНР
Председатель Центрального военного совета КНР (кит. упр. 中国共产党中央军事委员会主席, пиньинь Zhōngguó Gòngchǎndǎng Zhōngyāng Jūnshì Wěiyuánhuì Zhǔxí) — должностное лицо КНР, которое руководит работой Центрального военного совета, выполняет функции главнокомандующего Народно-освободительной армией Китая. Как правило, должность занимает генеральный секретарь Коммунистической партии Китая.
Согласно главе 93 Конституции КНР Центральный военный совет состоит из председателя, заместителей председателя и
членов совета, а председатель ЦВС, согласно статье 94, ответствен перед Всекитайским собранием народных представителей и Постоянным комитетом Всекитайского собрания народных представителей.
Председатель ЦВС КНР является верховным главнокомандующим Народно-освободительной армией Китая, Народной вооруженной полицией и Народным ополчением Китая.

## Руководители
Должность председателя Центрального военного совета КНР занимали:
- Мао Цзэдун, октябрь 1949 года — сентябрь 1954 года (в качестве председателя Народно-революционного военного совета)
- Мао Цзэдун, сентябрь 1954 года — апрель 1959 года (в качестве председателя Государственного комитета обороны)
- Лю Шаоци, апрель 1959 года — октябрь 1968 года (в качестве председателя Государственного комитета обороны)
- должность вакантна, октябрь 1968 г. — январь 1975 г.
- должность упразднена, январь 1975 г. — декабрь 1982 г.
- Дэн Сяопин, июнь 1983 — март 1990 года (также председатель Военного совета ЦК КПК)
- Цзян Цзэминь, март 1990 года — март 2005 года (также председатель Военного совета ЦК КПК)[2]
- Ху Цзиньтао, март 2005 года — 14 марта 2013 года (также председатель Военного совета ЦК КПК)[3].
- Си Цзиньпин, 14 марта 2013 года — настоящее время (также председатель Военного совета ЦК КПК)[4].